# Districte de Stará Ľubovňa
El districte de Stará Ľubovňa - (eslovac) Okres Stará Ľubovňa - és un dels 79 districtes d'Eslovàquia. Es troba a la regió de Prešov, al nord del país. Té una superfície de 707,87 km², i el 2013 tenia 53.721 habitants. La capital és Stará Ľubovňa.

## Demografia
| Godina             | 1994   | 2004   | 2014   | 2024   |
| ------------------ | ------ | ------ | ------ | ------ |
| Nombre de persones | 48.627 | 51.373 | 53.379 | 53.392 |
| Diferència         |        | +5,64% | +3,90% | +0,02% |

| Godina             | 2023   | 2024   |
| ------------------ | ------ | ------ |
| Nombre de persones | 53.107 | 53.392 |
| Diferència         |        | +0,53% |

## Llista de municipis

### Ciutats
- Stará Ľubovňa
- Podolínec

### Pobles
Čirč | Ďurková | Forbasy | Hajtovka | Haligovce | Hniezdne | Hraničné | Hromoš | Chmeľnica | Jakubany | Jarabina | Kamienka | Kolačkov | Kremná | Kyjov | Lacková | Legnava | Lesnica | Litmanová | Lomnička | Ľubotín | Malý Lipník | Matysová | Mníšek nad Popradom | Nižné Ružbachy | Nová Ľubovňa | Obručné | Orlov | Plaveč | Plavnica | Pusté Pole | Ruská Voľa nad Popradom | Starina | Stráňany | Sulín | Šambron | Šarišské Jastrabie | Údol | Veľká Lesná | Veľký Lipník | Vislanka | Vyšné Ružbachy
1. 1 2  «Počet obyvateľov podľa pohlavia - obce (ročne) [om7102rr_obce=AREAS_SK]».   Statistical Office of the Slovak Republic, 31-03-2025. [Consulta: 31 març 2025].